# 瓦茨拉夫·马赫克
瓦茨拉夫·马赫克（捷克語：Václav Machek，1925年12月27日—2017年11月1日），捷克男子自行车运动员。他曾代表捷克斯洛伐克参加1956年夏季奥林匹克运动会自行车比赛，获得男子双人自行车银牌。